# Латунов, Георгий Григорьевич
Георгий Григорьевич Латунов (1903—1993) — начальник железнодорожной станции Палласовка Рязано-Уральской железной дороги, Герой Социалистического Труда.

## Биография
Родился 23 апреля 1903 года в городе Новоузенск (ныне — Саратовской области) в крестьянской семье. Семья была многодетной, и Георгию не довелось учиться, с ранних лет он батрачил.
В 1918 году пятнадцатилетний Латунов пришёл работать на железнодорожный транспорт — сперва учеником, а потом телеграфистом. В годы Гражданской войны, как запасной телеграфист, дежурил на разных станциях Астраханского участка дороги, участвовал в столкновениях с бандитами. Работал телеграфистом до 1928 года, затем был на профсоюзной работе.
С 1930 года стал дежурным по станции, затем был начальником ряда станций, диспетчером движения на Рязано-Уральской железной дороге. Окончил в Москве курсы при Наркомате путей сообщения, получил удостоверение техника-движенца 1-го класса. Работал начальником станции Палласовка.

### Великая Отечественная война
В первый день Великой Отечественной войны принял станцию Верхний Баскунчак, вскоре ставшую узловой. В считанные дни была проведена реконструкция станционных путей, благодаря чему возросли возможности для манёвра при переформировании составов. Теперь больше двадцати минут они здесь не задерживались. Отправлялись один за другим днём и ночью. За раз уходило до четырёх эшелонов.
С августа 1942 года станция Верхний Баскунчак становится ключевой для Сталинграда. Здесь и на станции Эльтон был организован большой склад боеприпасов, тут они разгружались, а потом автомашинами или эшелонами доставлялись к городу.
Враг активно бомбил станцию, стараясь прервать её работу. В день было до 10 налётов. Чтобы сохранить людей, руководство станции приняло решение всем перейти жить в степь, в землянки. Начальник станции сумел быстро восстановить нарушенную связь с другими участками, организовывал восстановительные работы так, что станция продолжала принимать и выпускать эшелоны. Больше 20 минут эшелоны на станции не задерживались, их стали отправлять один за другим с минимальным интервалом не только днём но и ночью. Управление дороги организовало в Верхнем Баскунчаке диспетчерский подотдел, начальником которого был назначен Латунов.
Близость к Сталинграду определяла особую опасность и напряжённость работы. Когда пришёл очередной поезд с боеприпасами, его поставили до выходных стрелок. Немецкая разведка уже пронюхала об изменении маршрута и держала станцию под особым контролем. Железнодорожники не успели заменить локомотив, как сразу двенадцать «юнкерсов» обрушили бомбы. Одна угодила в паровоз, другая — в середину состава, третья разрушила путь позади поезда. Снаряды начали взрываться. В такой, казалось бы, безвыходной ситуации Латунов поднял движенцев, паровозников, путейцев на скорейшее восстановление магистрали, а сам с несколькими десятками добровольцев стал расцеплять вагоны и вручную выталкивать их на перегон. Работа шла под разрывами падающих бомб. Люди совершили, казалось, невозможное — под огнём противника раскатали все уцелевшие вагоны. А как только самолёты улетели, собрали их вместе, подогнали в голову состава паровоз. Боеприпасы тут же были отправлены на передовую в Сталинград.
Когда после массового налёта станция была сильно разрушена, было принято решение сделать обходной железнодорожный путь, и лучшего специалиста, чем Латунов, начальство не видело. Фашисты продолжали бомбить старые пути и станционные строения, а эшелоны двигались ночью по новому маршруту. Латунов передислоцировался на станцию Эльтон.
В декабре 1942 года вернулся на станцию Палласовка. Здесь нужно было не только организовать проводку эшелонов но и восстанавливать станцию. Железнодорожники после дежурств стали выходить на расчистку путей и восстановление стрелочных постов. Наведение порядка способствовало увеличению пропускной способности.

### После войны
В дальнейшем работал начальником отделения движения. В феврале 1945 года инженер-майор Латунов был назначен начальником отделения Рязано-Уральской железной дороги. За 1945 год на отделении не было ни одной аварии или крушения, а план по погрузке эшелонов выполнялся на 200 %.
С 1948 года трудился на узловой станции Аткарск начальником станции, начальником пассажирского отдела Аткарского отделения. Затем, по собственной просьбе, был переведён в Сталинград начальником восстановленного вокзала. В 1961 году по состоянию здоровья ушёл на пенсию.
Жил в городе Волгограде. До последних дней своей жизни живо интересовался железнодорожными новостями, старался быть в курсе последних событий. Скончался в 1993 году.

## Награды
- Указом Президиума Верховного Совета СССР от 5 ноября 1943 года «за особые заслуги в деле обеспечении перевозок для фронта и народного хозяйства и выдающиеся достижения в восстановлении железнодорожного хозяйства в трудных условиях военного времени» Латунову Георгию Григорьевичу присвоено звание Героя Социалистического Труда с вручением ордена Ленина и Золотой медали «Серп и Молот».
- Награждён двумя орденами Ленина, орденом «Знак Почета», медалями; знаками «Почетный железнодорожник», «Отличный движенец». В последний год жизни из квартиры ветераны награды были похищены.